# El pastor distraído
El pastor distraído es una pintura de 1851 del artista prerrafaelita William Holman Hunt. Representa a un pastor que descuida a su rebaño en favor de una atractiva campesina a la que muestra una polilla esfinge de calavera. El significado de la imagen ha sido muy debatido.

## Composición
Hunt pintó el cuadro cuando vivía y trabajaba en estrecha colaboración con John Everett Millais, quien estaba pintando Ofelia al mismo tiempo junto al río Hogsmill cerca de Ewell, Surrey. Ambas pinturas representan escenas rurales inglesas, cuya inocencia se ve perturbada por violaciones sutiles pero profundamente amenazantes de la armonía natural. En la pintura de Hunt, un pastor descuida a su rebaño de ovejas; dos cerca se han acostado hinchadas mientras las del fondo empiezan a interesarse por la zanja encharcada flanqueada de sauces hacia un campo de trigo, que una ya ha alcanzado. Esta transgresión de los límites es paralela a las intrusiones físicas del pastor arrodillado hacia el espacio personal de la joven recostada en la hierba, quien responde de una manera ambigua que podría interpretarse como complicidad o como escepticismo cómplice. Mientras le muestra la polilla que ha atrapado, aprovecha para colocar su brazo alrededor de su hombro. La joven tiene además en sus rodillas un cordero, comiendo manzanas agrias sin madurar, algo que no les sienta bien a las ovejas.
Hunt utilizó a una chica de campo local, Emma Watkins, como modelo. La Hermandad Prerrafaelita la conocía como "la copta" debido a sus rasgos exóticos. Watkins viajó a Londres para modelar para Hunt para completar la pintura, pero regresó a casa después de que no pudo establecerse de forma independiente como modelo. Se casó, formó una familia y pasó el resto de su vida como cualquier campesina. No se conoce el modelo de la figura masculina, pero probablemente fue un profesional.
Cuando se exhibió por primera vez en la Royal Academy, la obra iba acompañada de una cita de El rey Lear:
¿Duermes o despiertas, alegre pastora?
tus ovejas están en el trigo;
y por un beso de tu boquita,
tus ovejas no sufrirán daño.

## Interpretaciones
Después de que se exhibió, los enemigos de Hunt condenaron la pintura por su vulgaridad, objetando su representación de gente del campo con la cara roja y sexualmente desinhibida, coqueteando. The Illustrated London News se opuso a la "piel de color rojo fuego" y el "cabello áspero" de los campesinos de Hunt (22 de mayo de 1852, p. 407). El Athenaeum estaba particularmente ofendido por estos "rústicos de la raza más tosca... enrojecidos y rubicundos" por el exceso de sidra. Insistió en que "la alegría y la rubicundidad de esta pareja contrastan con la palidez y el patetismo de la imagen del Sr. Millais [Ofelia ]" (22 de mayo de 1852, pág. 581-3).
Sus partidarios insistieron en que la pintura era una imagen sin adornos de un hecho social. El mismo Hunt, el más religioso y conservador de los prerrafaelitas, sin embargo, insinuó que tenía un significado oculto en mente, una afirmación que elaboró en una carta cuando la Galería de Arte de Mánchester adquirió la pintura. Hunt afirmó que tenía la intención de que la pareja simbolizara los debates teológicos sin sentido que ocupaban a los eclesiásticos cristianos mientras su "rebaño" se descarriaba debido a la falta de una guía moral adecuada. Esto haría del título una alusión bíblica; en la historia del Buen Pastor (en la versión del rey Jacobo), el Buen Pastor se contrasta explícitamente con un pastor "asalariado", que no se preocupa por las ovejas [Juan 10:11-15].

## Controversia literaria
En 1859, Robert Barnabas Brough publicó un cuento titulado "Calmuck" en la revista Household Words de Charles Dickens. Era un relato apenas disimulado de la experiencia de Hunt pintando el cuadro y su relación con su modelo Emma Watkins. Algunos de los familiares de Hunt se sorprendieron por la aparente implicación de que Watkins había venido a Londres para estar con Hunt. Hunt escribió una carta indignada a Dickens, quien afirmó no saber que la historia estaba basada en hechos reales.
Brian Aldiss usó la pintura como leitmotiv en su novela de 1968 Report on Probability A.